# Чхе Мансік
Чхе Мансік (кор. 채만식) — корейський письменник-сатирик, визнаний класиком в обох державах Корейського півострова. Чхе Мансік був плідним корейським прозаїком, драматургом, літературним критиком, журналістом і есеїстом, який сміливо протистояв претензіям і скрутному становищу суспільства в умовах обмежень японської колоніальної окупації, використовуючи сатиру.
Чхе жив вірним своєму покликанню громадського інтелектуала, дотримуючись принципу «публікуй або знищи».

## Біографія
Чхе Мансік народився в Окгу, Південна Корея, в родині клану Пьонганчешші (кор. 평강채씨). Був п'ятим сином з п'яти синів та однієї доньки, батька Чхе Гю Сопа (кор. 채규섭) та матері Чу О Соп (кор. 조우섭). Він закінчив середню школу Чонган (кор. 중앙고등학교) та навчався в університеті Васеда (кор. 와세다대학) в Токіо, Японія. Проте за рік кинув навчання і приєднався до Донг-А Ільбо (кор. 동아일보) . Він працював репортером у виданнях Дон-а Ільбо (кор. 동아일보), Chosun Ilbo (кор. 조선일보) та Кебьок (кор. 개벽), а також працював редактором журналів у Gaebyeok Publishing Company, зокрема у Джеілсон (кор. 제일선).
Чхе Мансік вийшов на літературну сцену з публікацією оповідання «Трьома шляхами» у 1924 році (кор. 세길로). Десять років потому він привернув увагу критиків, опублікувавши оповідання «Готове життя» у 1934 році (кор. 레디메이드 인생). У 1936 році він переїхав до Кесон (нині в Північній Кореї), щоб присвятити себе виключно творчості.
Помер від туберкульозу в 1950 році.

## Творчість
Після публікації свого першого оповідання «Трьома шляхами» (кор. 세길로) в журналі «Літературний світ Чосона» (кор. 조선문단) розпочалася літературна кар'єра Чхе Мансіка. Його ранні оповідання та п'єси були написані з класово чутливої точки зору, а з публікацією «Готового життя» (кор. 레디메이드 인생), він почав зосереджувати свою увагу саме на долі інтелектуалів та митців в епоху колоніального гноблення, яку він також розкрив у таких пізніх творах, як «Інтелектуал і пиріг з бобами» (кор. 인텔리와 빈대떡) та «Мій невинний дядько» (кор. 치숙).
Був заарештований японським колоніальним урядом у 1938 році за приналежність до Товариства читання (кор. 독서회), Чхе Мансік був звільнений за умови участі в прояпонській літературній організації, Корейському літературному товаристві патріотизму (кор. 조선문인보국회). Чхе погодився, написавши в результаті кілька прояпонських творів, в тому числі святковий звіт про те, що він побачив під час відвідин Маньчжурського фронту японської армії в грудні 1942 року. Однак, після звільнення Кореї від японського колоніального панування, Чхе Мансік відкрито засуджував прояпонські дії корейських інтелектуалів наприкінці колоніального періоду, в тому числі і свої власні, написавши такі роботи, як «Грішник проти нації» (кор. 민족의 죄인) та «Шлях історії» (кор. 영노).
Роботи Чхе з 1945 року до його смерті дають рідкісне уявлення про потрясіння, що відбувалися на півострові перед ідеологічно керованою Корейською війною 1950—1953 років. На відміну від багатьох творів письменників, які були заборонені в Південній Кореї за їхні ліві погляди до демократизації кінця 1980-х років, Чхе залишався «ідеологічно осторонь» у період 1945—1948 років літературного виробництва, яке не було обмежене державною ідеологією, за словами перекладачів книги.
До самої смерті у 1950 році (незадовго до початку Корейської війни) Чхе Мансік продовжував писати сатиричні твори на сучасне суспільство у визволеній Кореї. Особливо слід відзначити оповідання «Історія рисового поля» (кор. 논 이야기), що зосереджують увагу на заплутаності суспільства, яке розпочинає важкий процес відбудови нації. Загалом за своє життя він опублікував понад 290 творів, серед яких романи, оповідання, есе, п'єси та рецензії, які викривали внутрішні суперечності класу, колоніалізму, національної ідентичності та інтелігенції, від яких він не був вільний.
Збірка творів Чхе Мансіка була опублікована у 1989 році у щоквартальному журналі «Творчість і критика» (кор. 창작과비평사) видавництва «Чангбі».
Він письменник, який вільно використовував діалекти, і в його творчості використовувались всі діалекти, крім діалекту острова Чеджу. Чхе Мансік — автор, який залишив понад 200 робіт, відомий тим, що його повну колекцію творів важко опублікувати, оскільки вони охоплюють вісім діалектів.

## Досягнення
Корейський романіст Чхе Мансік був представлений англомовній аудиторії в 1993 році, через понад сорок років після його смерті. Він вважається сучасним корейським класиком, і його твори рекомендуються для тих, хто вивчає корейську мову.

## Літературна премія Чхе Мансіка
На честь 100-річчя від дня народження Чхе Мансіка в місті Кунсан провінції Чоллабук-до було засновано літературну премію, яку вручають письменникам на згадку про письменника. Церемонія нагородження відбувається щорічно 5 жовтня, у День громадян Гунсана. Премія почала вручатися 2003 року, 2005 року премію було призупинено через суперечки про прояпонські настрої Чхе Мансіка. Проте з 2006 року вона знову почала функціонувати.

### Романи
- «세길로»(새길로), 1924 — «Трьома шляхами» (роман)
- «인형의 집을 나와서», 1933 — «Вихід з лялькового будинку» (роман)
- «레디메이드 인생»,1934 — «Готове життя» (роман)
- «염마», 1934 — «Йомма» (детективний роман)
- «명일», 1936 — «Знаменитий день» (роман)[8]
- «탁류»,1937 — «Брудна течія» (роман)
- «소망», 1938 — «Надія» (роман)
- «천하태평춘», 1938 — «Світ під небесами» (роман)
- «치숙», 1938 — «Мій невинний дядько» (роман)
- «쑥국새», 1938 — «Зозуля» (роман)
- «금의 정열», 1939 — «Золота пристрасть» (роман)
- «패배자의 무덤», 1939 — «Могила невдахи» (роман)
- «냉동어», 1940 — «Заморожена риба» (роман)
- «왕치와 소새와 개미와», 1941 — «Зимородок, корова та мураха» (роман)
- «영노», 1946 — «Шлях історії» (роман)
- «미스터 방», 1946 — «Містер Банг» (роман)
- «논 이야기»,1946 — «Історія рисового поля» (роман)
- «민족의 죄인», 1948 — «Грішник проти нації» (роман)
- «처자», 1948 — «Дружина і діти» (роман)
- «순공있는 일요일» — «Благополучна неділя» («Сонячна неділя») (роман)

### П'єси
- «사라지는 그림자», 1931 — «Зникаючі тіні» (п'єса)
- «인텔리와 빈대떡»,1934 — «Інтелектуал і біндетток» (п'єса)
- «제향날», 1937 — «День пам'яті» (п'єса)